# Zunajtelesna membranska oksigenacija
Zunajtelesna membranska oksigenacija, krajš.  ZMO ali ECMO (angl. extracorporeal membrane oxygenation), je način umetnega dihanja med intenzivnim zdravljenjem, pri katerem kri teče po kanili iz telesa v membranski oksigenator in se vrača po kanili zopet v telo. Gre za obliko zunajtelesnega krvnega obtoka, poznanega v srčni kirurgiji, le da je prirejen za dolgotrajno rabo. ZMO so v klinično zdravljenje uspešno uvedli v ZDA; leta 1976 je Bartlett predstavil prvo serijo novorojenčkov, zdravljenih na nov način z ZMO. Izmenjava kisika in ogljikovega dioksida iz krvi se pri ZMO dogajata zunaj telesa, od nekaj dni do več tednov.

## Klinična uporaba
ZMO je bil v začetku namenjen predvsem zdravljenju novorojencev s hudo, ozdravljivo (reverzibilno) boleznijo pljuč, kot so bolezen hialinih membran, mekonijska aspiracija, primarna pljučna hipertenzija novorojenčka z velikim desno-levim spojem, prirojena diafragemska kila in sepsa. Na osnovi uspešnosti zdravljenja z ZMO pri novorojencih se je uporaba razširila tudi na starejše otroke s hudo dihalno odpovedjo, nadalje na reševanje hude akutne srčne odpovedi in tudi na odrasle.
Z uporabo ZMO se lahko deloma ali v celoti nadomesti delovanje bodisi okvarjenega srca in/ali pljuč. Tovrstno zdravljenje je namenjeno bolnikom z najtežjo obliko odpovedovanja srca in/ali pljuč in se uporablja, kadar običajne oblike intenzivnega zdravljenja ne delujejo. ZMO ne pozdravi bolezni srca ali pljuč, temveč le daje čas, da se bolnikovo srce ali pljuča pozdravijo oz., da se ugotovi, ali je bolniku možno pomagati s presaditvijo organa. V redkih primerih se ZMO lahko uporabi tudi kot način oživljanja. ZMO se uporablja v intenzivni terapiji in srčni kirurgiji.

## Obliki
Glede na konfiguracijo ločimo dve obliki sistema – veno-arterijski in veno-venski ZMO. Pri veno-venskem naprava jemlje kri iz notranje jugularne vene in jo oksigenirano vrača v femoralno veno, pri arterijsko-venskem pa naprava vrača oksigenirano kri v eno izmed notranjih karotidnih arterij. Izbira oblike ZMO temelji na stanju srčno-žilnega sistema. Če srčno-žilni sistem ni prizadet (in ni očitnih razlogov, da se bo to verjetno zgodilo), se uporabi veno-venski ECMO. Le-ta je primeren za bolnike z izolirano dihalno odpovedjo, saj omogoča oksigenacijo krvi, ne zagotavlja pa dodatnega minutnega volumna krvi. Vensko-arterijska oblika nudi podporo srcu in je primerna za kombinirano kardiorespiratorno odpoved.

## Sestava naprave
Naprava za ZMO je sestavljena iz oksigenatorja (»umetnih pljuč«), črpalke, grelca in cevja z arterijsko in vensko kanilo.